# Piet van der Geest
Piet van der Geest (20 de septiembre de 1928) es un deportista neerlandés que compitió en judo. Ganó una medalla de bronce en el Campeonato Europeo de Judo de 1954 en la categoría 2.º dan.

## Palmarés internacional
| Campeonato Europeo | Campeonato Europeo | Campeonato Europeo | Campeonato Europeo |
| Año                | Lugar              | Medalla            | Categoría          |
| ------------------ | ------------------ | ------------------ | ------------------ |
| 1954               | Bruselas (Bélgica) | Medalla de bronce  | 2.º dan            |